# Église Saint-Léger d'Arronnes
Pour les articles homonymes, voir église Saint-Léger.
L'église Saint-Léger est une église située sur la commune d'Arronnes, dans le département de l'Allier, en France.

## Localisation
Elle est située au centre du village.

## Historique
L'église a été construite aux XIe et XIIe siècles par les moines de l'abbaye de Cluny ; ils y accueillaient les pèlerins qui traversaient la Montagne bourbonnaise.
L'édifice est inscrit au titre des monuments historiques en 1927.

## Description

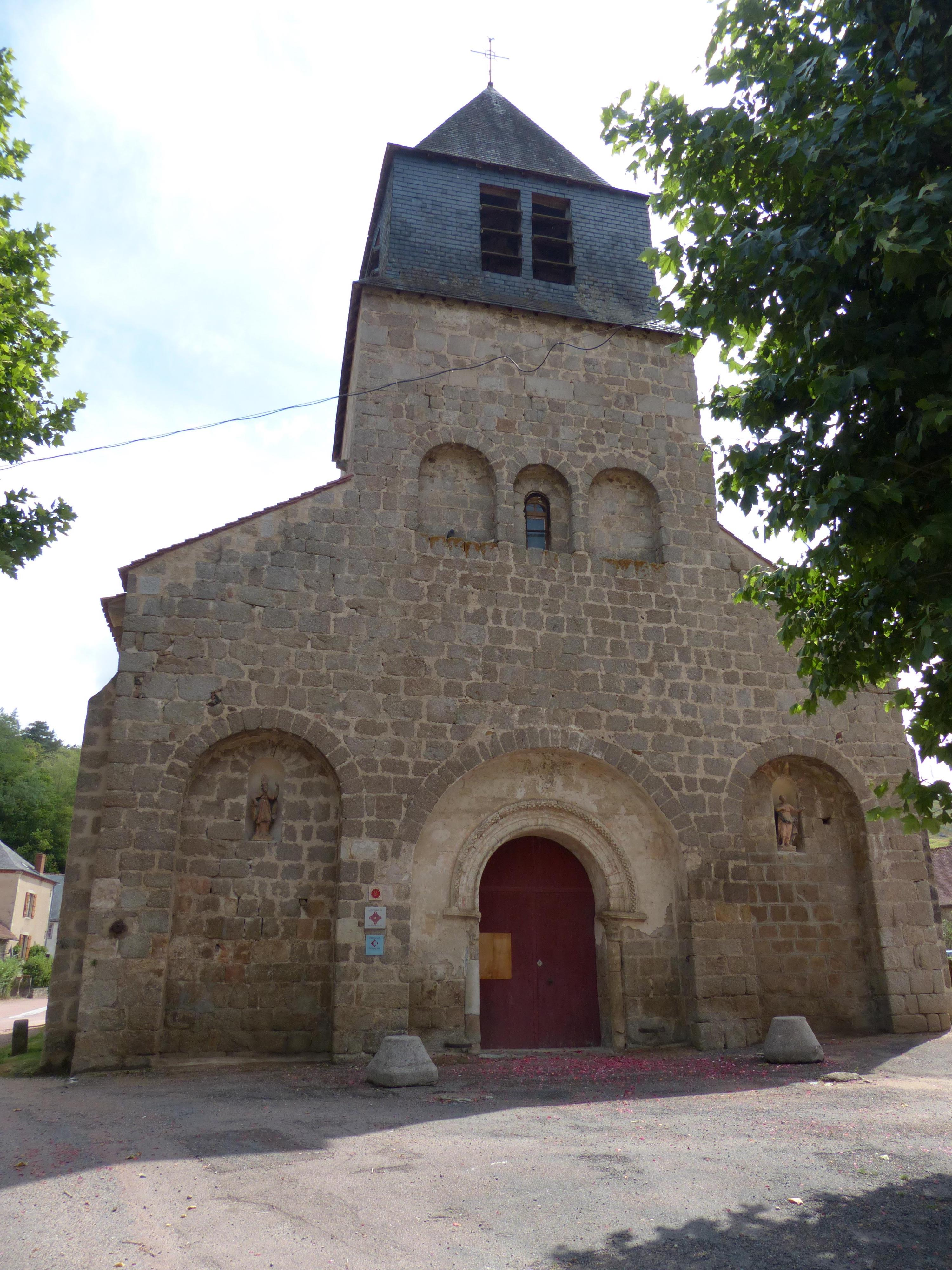
Façade de l'église, avec ses deux niches.

L'église est de style roman. Elle comporte une nef de trois travées couverte en berceau brisé et flanquée de deux bas-côtés. Il n'y a pas de transept. La nef est fermée à l'est par un mur et ne donne pas sur un véritable chœur ; celui-ci est remplacé par une simple abside, beaucoup moins haute que la nef, reliée à la nef par une courte travée droite.
Le clocher quadrangulaire, placé au-dessus de la façade, est habillé et couvert d'ardoise. Il abrite une cloche datée de 1520.
L'édifice est bâti en granit local, sauf l'encadrement de la porte d'entrée qui est en calcaire et se détache par sa couleur claire.

### Éléments de décor notables
- Statues placées dans les niches de la façade. Les originaux, fragiles, ont été déposés et remplacés par des copies.
  - Statue de saint Pierre au coq. XVIIe siècle. Inscrite MH.
  - Sculpture de saint Léger en bois de tilleul polychrome. XVIIe siècle. Inscrite MH.
- Chapiteau animalier du XIIe siècle en arkose.
- Vitrail de sainte Marie Madeleine.